# Ampus
Ampus ist eine französische Gemeinde mit 894 Einwohnern (Stand 1. Januar 2022) im Département Var in der Region Provence-Alpes-Côte d’Azur. Sie gehört zum Arrondissement Draguignan und zum Kanton Flayosc. Die Bewohner werden Ampusiens und Ampusiennes genannt.
Die Gemeinde erhielt 2023 die Auszeichnung „Zwei Blumen“, die vom Conseil national des villes et villages fleuris (CNVVF) im Rahmen des jährlichen Wettbewerbs der blumengeschmückten Städte und Dörfer verliehen wird.

## Geographie
Ampus liegt in der Provence 10 Kilometer nordnordwestlich von Draguignan auf einer Höhe von 600 m über dem Meeresspiegel. Nicht weit entfernt befindet sich das Nartubytal mit den Gorges de Châteaudouble und etwas weiter nördlich der Lac Sainte-Croix und die Verdonschlucht.
Zwei Drittel der Gemeindegemarkung bestehen aus meist bewaldeten Bergen, von denen einige die 1000 Metergrenze überschreiten und großteils zum Militärgebiet Plan de Canjuers gehören, oder aus abschüssigem Gelände, das in das tief eingeschnittene Flusstal des Nartuby hinabführt und mit Olivenhainen bestellt ist. Das verbleibende Drittel ist kultiviertes Hochland zwischen 600 und 700 m Meereshöhe, auf dem Ackerbau betrieben wird und sich die Ortschaft befindet.
Insgesamt sind drei Viertel des Gebietes bewaldet, zumeist mit Eichenwäldern teilweise auch mit Pinienwäldern. In den Eichenwäldern der Gegend wächst Schwarzer Trüffel.
Umgeben wird Ampus von den sechs Nachbargemeinden:
|          | Aiguines                                    |               |
| Vérignon | Kompassrose, die auf Nachbargemeinden zeigt | Châteaudouble |
| Tourtour | Flayosc                                     | Draguignan    |

## Geschichte
Der Name Ampus geht auf das lateinische emporium (Markt) zurück. In römischer Zeit fand auf der Ebene ein wichtiger Markt statt.

## Bevölkerungsentwicklung
| Ampus: Einwohnerzahlen von 1793 bis 2016                                                                                   | Ampus: Einwohnerzahlen von 1793 bis 2016 | Ampus: Einwohnerzahlen von 1793 bis 2016 | Ampus: Einwohnerzahlen von 1793 bis 2016 | Ampus: Einwohnerzahlen von 1793 bis 2016 |
| --- | ---------------------------------------- | ---------------------------------------- | ---------------------------------------- | ---------------------------------------- |
| Jahr |                                          |                                          |                                          | Einwohner                                |
| 1793 | 1793                                     |                                          | 1.006                                    | 1.006                                    |
| 1800 | 1800                                     |                                          | 1.010                                    | 1.010                                    |
| 1806 | 1806                                     |                                          | 1.059                                    | 1.059                                    |
| 1821 | 1821                                     |                                          | 1.122                                    | 1.122                                    |
| 1831 | 1831                                     |                                          | 1.268                                    | 1.268                                    |
| 1836 | 1836                                     |                                          | 1.243                                    | 1.243                                    |
| 1841 | 1841                                     |                                          | 1.245                                    | 1.245                                    |
| 1846 | 1846                                     |                                          | 1.250                                    | 1.250                                    |
| 1851 | 1851                                     |                                          | 1.216                                    | 1.216                                    |
| 1856 | 1856                                     |                                          | 1.162                                    | 1.162                                    |
| 1861 | 1861                                     |                                          | 1.156                                    | 1.156                                    |
| 1866 | 1866                                     |                                          | 1.197                                    | 1.197                                    |
| 1872 | 1872                                     |                                          | 1.089                                    | 1.089                                    |
| 1876 | 1876                                     |                                          | 1.078                                    | 1.078                                    |
| 1881 | 1881                                     |                                          | 1.065                                    | 1.065                                    |
| 1886 | 1886                                     |                                          | 1.008                                    | 1.008                                    |
| 1891 | 1891                                     |                                          | 1.009                                    | 1.009                                    |
| 1896 | 1896                                     |                                          | 970                                      | 970                                      |
| 1901 | 1901                                     |                                          | 882                                      | 882                                      |
| 1906 | 1906                                     |                                          | 856                                      | 856                                      |
| 1911 | 1911                                     |                                          | 799                                      | 799                                      |
| 1921 | 1921                                     |                                          | 624                                      | 624                                      |
| 1926 | 1926                                     |                                          | 645                                      | 645                                      |
| 1931 | 1931                                     |                                          | 595                                      | 595                                      |
| 1936 | 1936                                     |                                          | 532                                      | 532                                      |
| 1946 | 1946                                     |                                          | 485                                      | 485                                      |
| 1954 | 1954                                     |                                          | 407                                      | 407                                      |
| 1962 | 1962                                     |                                          | 345                                      | 345                                      |
| 1968 | 1968                                     |                                          | 389                                      | 389                                      |
| 1975 | 1975                                     |                                          | 439                                      | 439                                      |
| 1982 | 1982                                     |                                          | 534                                      | 534                                      |
| 1990 | 1990                                     |                                          | 622                                      | 622                                      |
| 1999 | 1999                                     |                                          | 707                                      | 707                                      |
| 2006 | 2006                                     |                                          | 809                                      | 809                                      |
| 2011 | 2011                                     |                                          | 927                                      | 927                                      |
| 2016 | 2016                                     |                                          | 944                                      | 944                                      |
| Quelle(n): EHESS/Cassini bis 1999, INSEE ab 2006 Anmerkung(en): Ab 1962 offizielle Zahlen ohne Einwohner mit Zweitwohnsitz |                                          |                                          |                                          |                                          |

## Sehenswürdigkeiten
- Kapelle Notre-Dame-de-Spéluque, genannt Kapelle „Notre-Dame-du-Plan“ aus dem ausgehenden 11. Jahrhundert, seit 1990 als Monument historique klassifiziert
- Ruine der Burg Reynier aus dem 11. Jahrhundert
- Kapelle Saint-Michel, ursprünglich Burgkapelle, aus dem 11. Jahrhundert
- Kapelle Saint-Roch aus dem 18. Jahrhundert
- Landgut Moulin-Vieux mit Taubenschlag aus dem 18. Jahrhundert
- Dolmen von Marenq
- Dolmen La Colle
- Kreuzweg
- Aiguille-Felsen

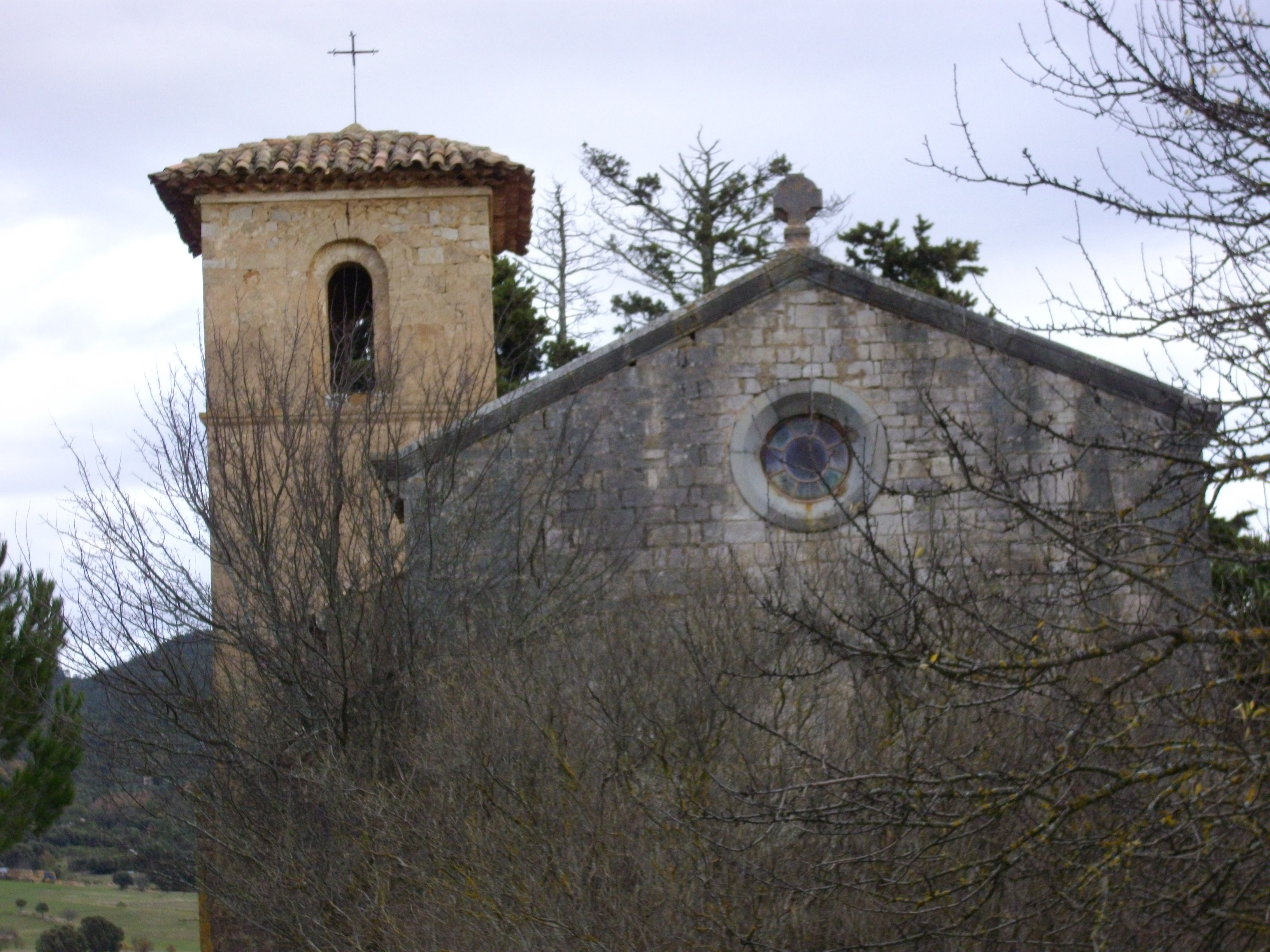
Kapelle Notre-Dame-de-Spéluque
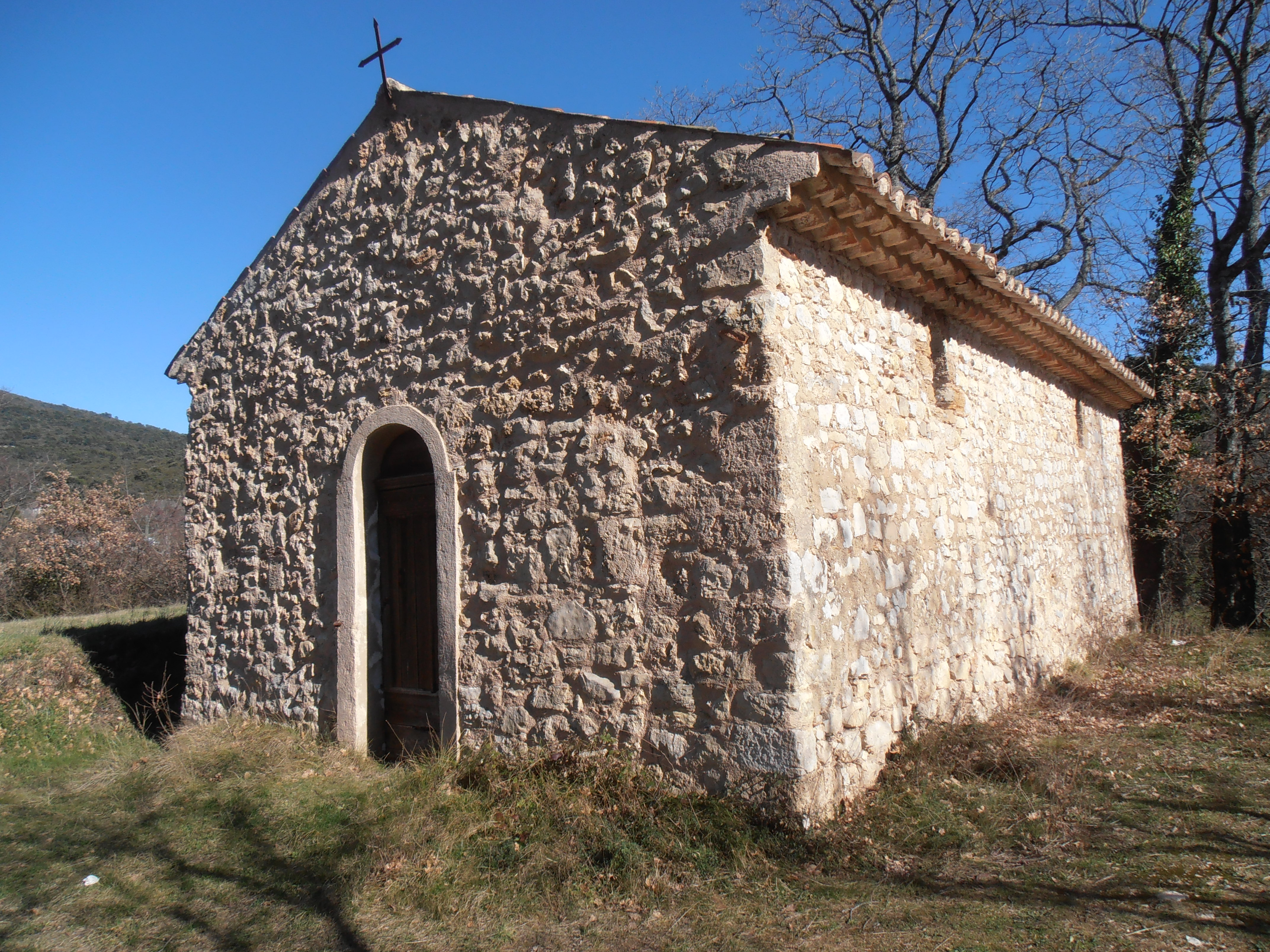
Kapelle Saint-Michel
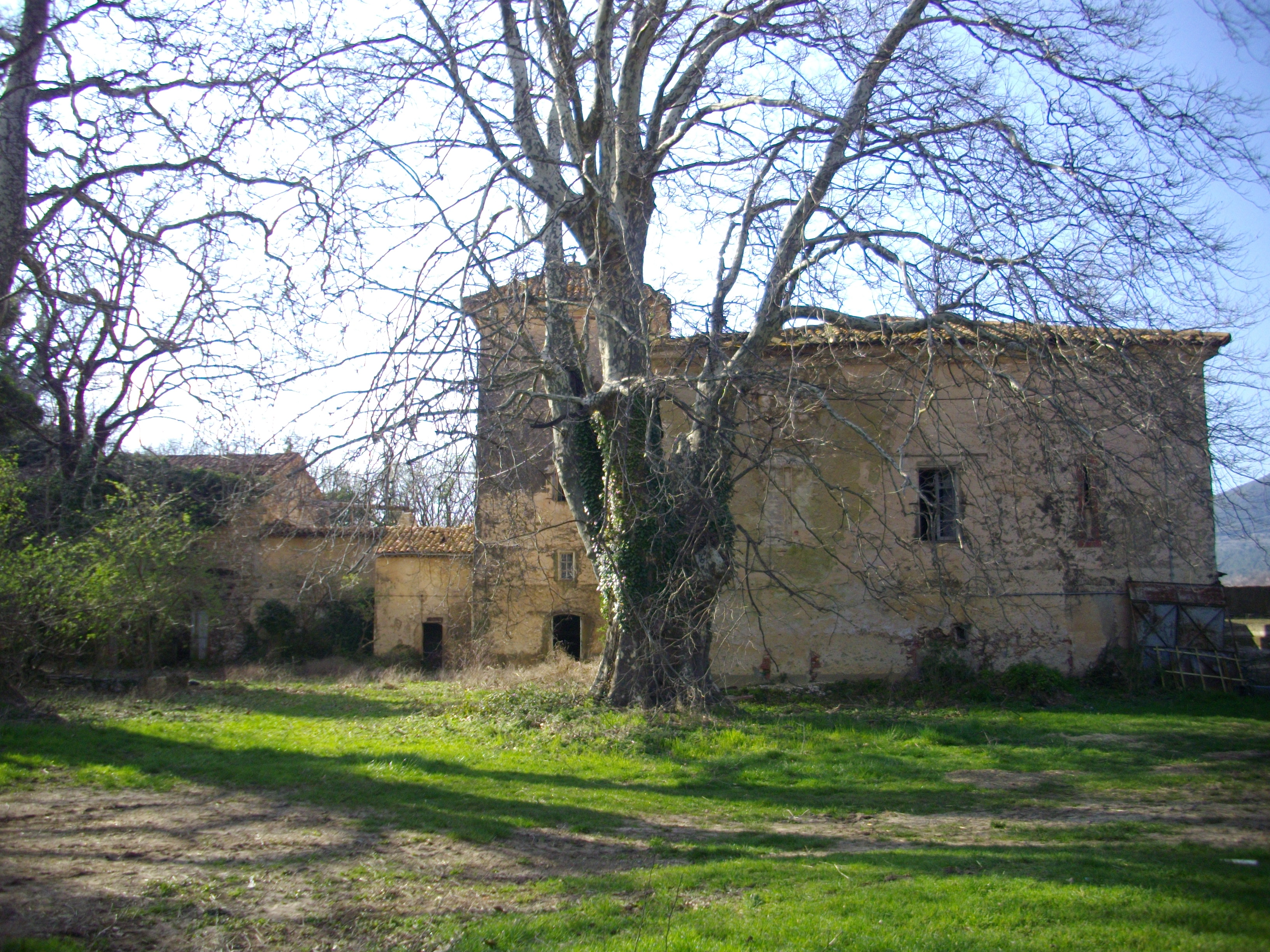
Landgut Moulin-Vieux
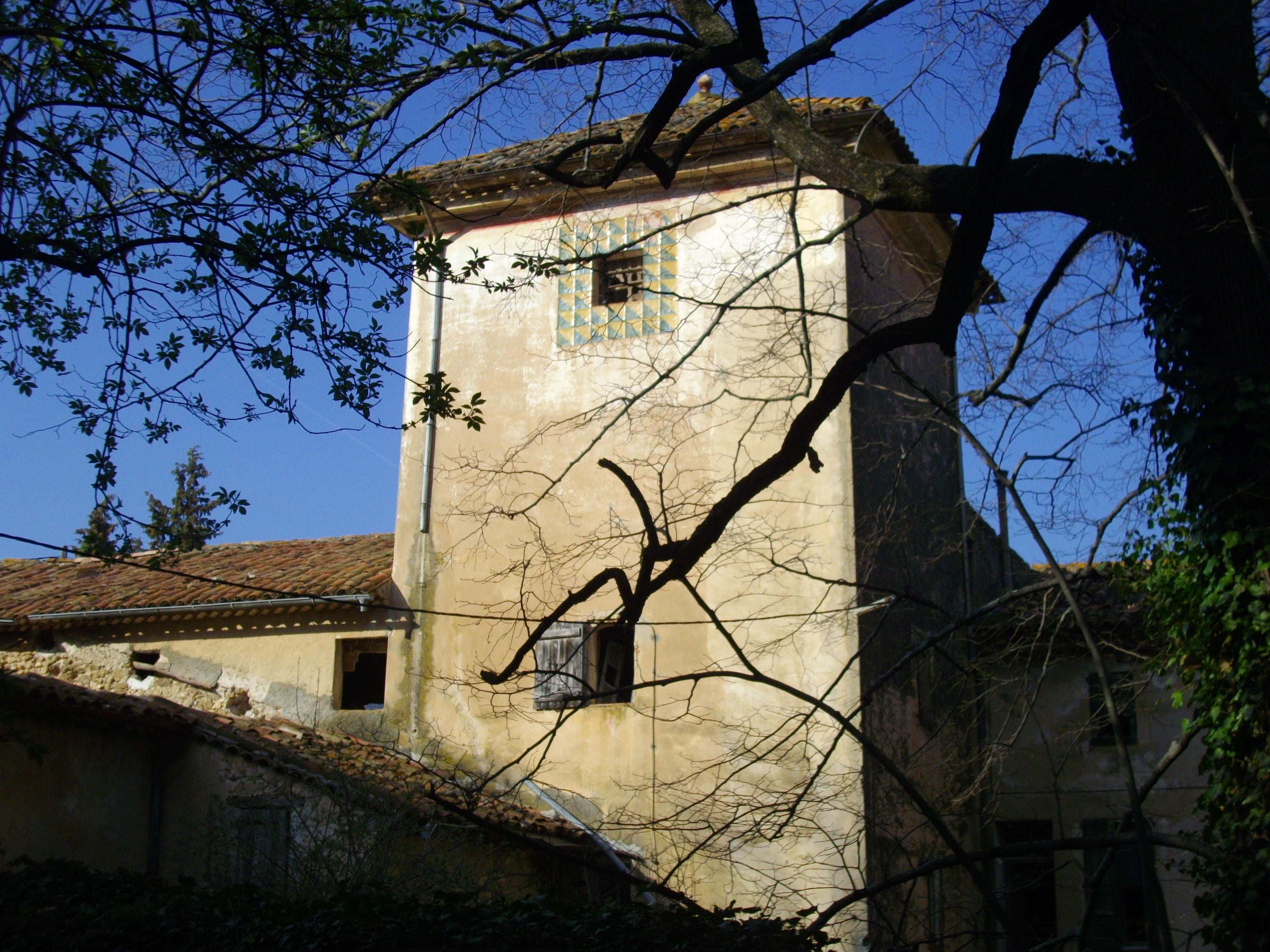
Taubenschlag des Landguts Moulin-Vieux
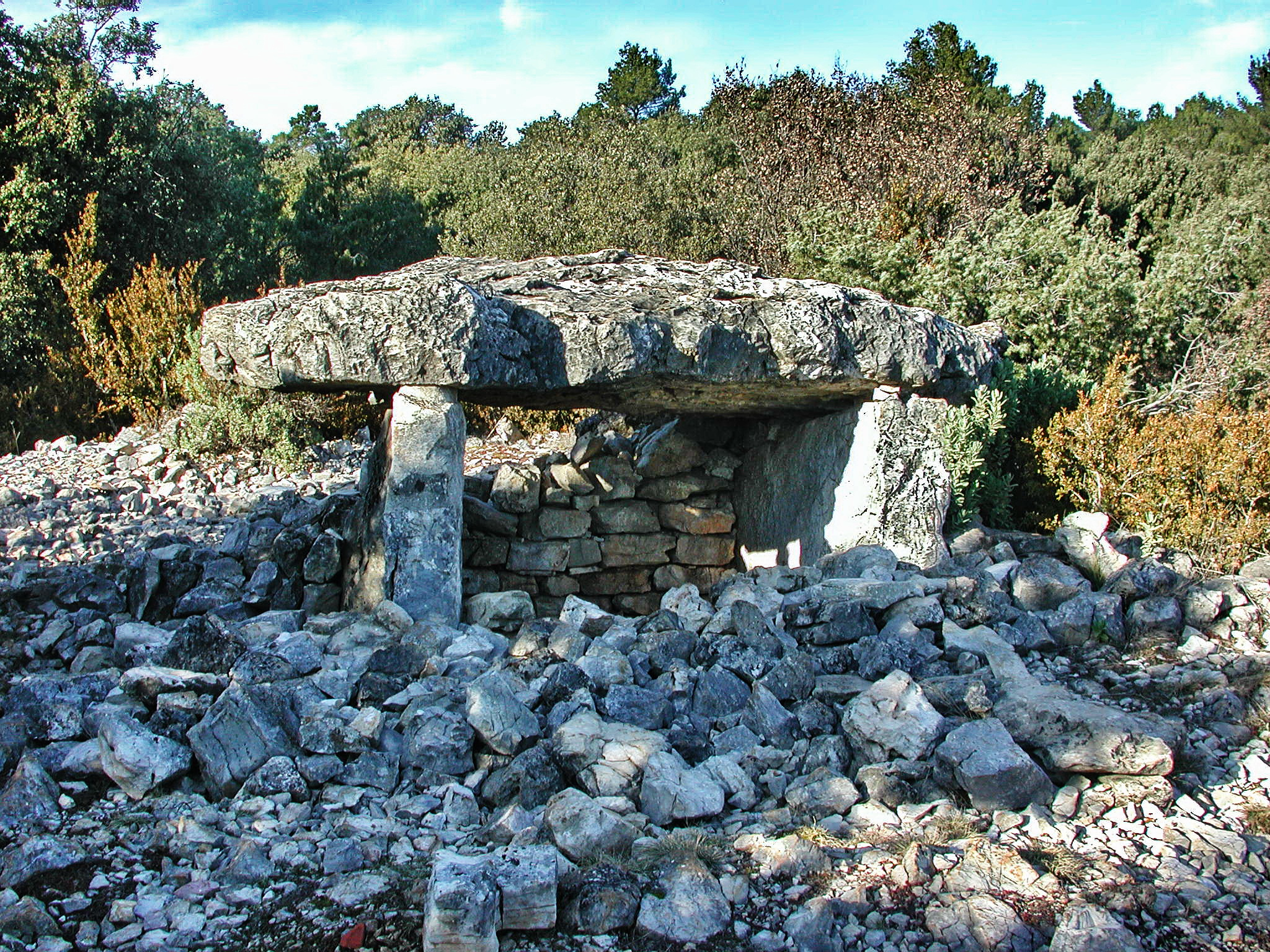
Dolmen von Marenq